# G・ラヴ
G・ラヴ（G. Love、本名: ギャレット・ダットン・三世、Garrett Dutton III、1972年10月3日 - ）は、アメリカのミュージシャンである。
彼がフロントを務めるG・ラヴ&スペシャル・ソースの略称としても「G・ラヴ」と呼ばれることもあるが、正確にはギャレット個人のミュージシャン・ネームを指す。

## 人物
フィラデルフィアに生まれ、12歳ごろから本格的に音楽を始める。大学中退後、ボストンでジミー・プレスコットとジェフリー・クレメンズと出会い、スリーピース・バンド・G・ラヴ&スペシャル・ソースを結成。以後10年以上にわたって独自の音楽活動を展開している。
既婚者で二児の父でもある。ウサギや鳥を飼っている。